# Diego Martínez Ulanosky
Diego Martínez Ulanosky (Buenos Aires, Argentina, 6 de noviembre de 1977) es un director, guionista y productor argentino conocido por su trabajo en series de televisión como la versión mexicana de Soy tu fan y la serie Desenfrenadas, distribuida por Netflix a nivel mundial.

## Carrera
Diego Martínez Ulanosky nació el 6 de noviembre de 1977 en la ciudad argentina de Buenos Aires. Es un productor, director y guionista argentino radicado en México desde 2002.
Trabajó como director y productor en MTV Latinoamérica, donde desarrolló los programas "MTV Conservatorio", "Joystickeros", "MTV Tourismo", "La Zona TV", "Alerta MTV", "Las 100 más Grandiosas Canciones de los 80" y "La Zona de Combate".

### CAPONETO
En 2009 fundó la compañía productora CAPONETO, que se ha posicionado como una de las principales generadoras de contenidos en América Latina. CAPONETO se especializa en la creación, desarrollo y venta de formatos originales para televisión, así como largometrajes y branded content.
En 2010 fungió como productor general de la versión mexicana de la serie Soy tu fan, protagonizada por Ana Claudia Talancón y Martín Altomaro. Esta producción fue transmitida a través de Once TV, MTV, Netflix y Mun2.
Como director ha tomado la batuta de eventos especiales en vivo como la edición 2010 de los Nickelodeon Kids' Choice Awards México y los MTV Game Awards, realizados en 2011 bajo un concepto creado y producido por CAPONETO.
También ha dirigido videos de shows en vivo de Noah and the Whale y The Horrors, además de videoclips musicales para artistas como Lila Downs, Aleks Syntek, Stephanie Salas y la banda mexicana Hello Seahorse!

### Desenfrenadas
El 28 de febrero de 2020 estrenó la serie Desenfrenadas, protagonizada por Tessa Ía, Bárbara López, Lucía Uribe y Coty Camacho.
La serie es una idea original de Diego, en la que también fue guionista, director y productor ejecutivo. El proyecto nació alrededor de 2016, y desde un inicio la serie buscaba reflejar "situaciones y conflictos reales que las mujeres atraviesan en México hoy en día, y que no son muy diferentes en otros países".
Netflix se encargó de la distribución internacional de la serie, cuya primera temporada fue publicada en más de 190 países alrededor del mundo.

### Tengo miedo torero
El 10 de septiembre de 2020, dentro de la sección Giornate degli Autori del Festival Internacional de Cine de Venecia, tuvo su debut internacional la película "Tengo miedo torero", adaptación cinematográfica de la novela homónima del artista chileno Pedro Lemebel. El filme es dirigido por Rodrigo Sepúlveda Urzúa y protagonizado por el chileno Alfredo Castro, el mexicano Leonardo Ortizgris y la argentina Julieta Zylberberg.
En su papel de productor, Martínez Ulanosky acudió a Venecia en representación del elenco y del crew, resaltando el valor de la película como lazo de unión cultural y artística entre Chile, Argentina y México, los países involucrados en la coproducción. "La novela es chilena, pero nosotros realizamos [...] adaptaciones para que haya una gran mezcla de tres culturas como son la mexicana y la argentina, que son los tres países que serán representados de forma importante en la producción".
El fin de semana del 12 y 13 de septiembre de 2020 tuvo lugar un preestreno por streaming en Chile. Los medios locales reportaron una audiencia aproximada de 200 mil espectadores durante las funciones de ambos días. La película también participó en la edición 35 del Festival Internacional de Cine de Guadalajara, en la que Alfredo Castro fue galardonado con el Premio Maguey a la Mejor Actuación y el Premio Mezcal al Mejor Actor por su interpretación de "La Loca del Frente".
La película se estrenará a través de la plataforma Amazon Prime Video el 16 de abril de 2021.

### Proyectos futuros
Actualmente tiene pendiente el estreno en México de la película "¡Ánimo, juventud!", dirigida por Carlos Armella, que narra las historias de cuatro adolescentes de la Ciudad de México y su transición hacia la madurez. El filme se presentó durante la edición 2020 del Festival Internacional de Cine de Morelia y está disponible para el público de Estados Unidos a través de la plataforma HBO Max desde el 29 de enero de 2021.
También se encuentra trabajando en la publicación de su primera novela, así como varios proyectos para cine y televisión con su compañía productora CAPONETO.